# 神明神社 (高山市上宝町蔵柱)
神明神社（しんめいじんじゃ）は、岐阜県高山市上宝町蔵柱（旧・吉城郡上宝村大字蔵柱）に鎮座する神社（神明神社）。
「田谷宮」「田谷神明神社」とも称する。

## 概要
創建時期は不詳。時期は不明だが、蔵柱村（上宝村大字蔵柱）の字田谷、字沖田、字かじや、字下垣内の神社を合祀する。
1952年（昭和37年）に岐阜県神社庁より銀幣社に指定される。

## 主祭神
- 天照皇大神

## 摂末社祭神
- 伊邪那美命
- 伊邪那岐命
- 菊理姫命
- 応神天皇
- 崇徳天皇
- 大己貴大神
- 天児屋根命
- 武甕槌神

## 文化財
- 田谷神明神社の石灯籠 - 高山市指定史跡[2]。